# Lázaro Borges
Lázaro Eduardo Borges Reid (né le 19 juin 1986 à La Havane) est un athlète cubain spécialiste du saut à la perche. Il est l'actuel détenteur du record de Cuba de la discipline avec 5,90 m, réalisé en 2011. Il est l'un des très rares perchistes de niveau international qu'ait connu Cuba.

## Carrière
Vainqueur des Championnats d'Amérique centrale et des Caraïbes de 2005, il s'illustre trois ans après en passant 5,70 m le 28 juin 2008 à La Havane, améliorant ainsi le record de Cuba. Quelques jours plus tard, il remporte à nouveau les Championnats d'Amérique centrale et des Caraïbes en sautant cette fois 5,50 m. Ces performances lui permettent de se qualifier aux Jeux olympiques d'été de 2008 à Pékin ; sautant dans le second groupe de qualification, il échoue néanmoins par trois fois à 5,30 m, et ne se qualifie pas pour la finale.
Deux ans plus tard, il remporte lors de la saison 2010 les Championnats Ibéro-américains de San Fernando, en Espagne, où il devance avec un saut de 5,60 m le Brésilien Fábio Gomes da Silva. En 2011, il reprend sa saison en plein air lors du meeting de Doha comptant pour la Ligue de diamant 2011 ; il y prend la troisième place avec une marque à 5,60 m, devançant notamment le français Renaud Lavillenie. Le 15 mai, il égale son record personnel avec 5,70 m réalisés à Belém. Il réédite une troisième place en grand meeting lors du meeting de Lausanne en franchissant 5,63 m ce qui lui permet d'accéder à la 5e place provisoire de la ligue de diamant 2011. Le 17 juillet à Ávila, Borges améliore de deux centimètres son record personnel et porte le record de Cuba de la discipline à 5,72 m. Il réalisera 5,75 m le 11 août 2011 à Saragosse.
Aux championnats du monde 2011 à Daegu, il saute à nouveau à 5,75 m dans son style caractéristique marqué par une course d'élan atypique puis efface 5,85 m à son premier essai dans un concours qui s'emballe avec Borges, les performances polonaises et celles de Lavillenie. Il franchit ensuite 5,90 m, soit plus de 25 centimètres au-dessus de son record personnel et national, mais échoue par trois fois à 5,95 m ; départagé aux essais avec le polonais Paweł Wojciechowski, il termine 2e de sa première finale mondiale. Il conclut sa saison sur une victoire aux Jeux panaméricains à Guadalajara au Mexique avec 5,80 m le 29 octobre 2011, date tardive pour une fin de saison.
Le 11 février 2012, Borges s'adjuge la quatrième place du Pole Vault Stars, devancé aux essais par Malte Mohr, avec 5,72 m. Cette performance constitue son record personnel et le record de Cuba en salle. Il remporte le titre lors des Jeux d'Amérique centrale et des Caraïbes de 2014 au Mexique.
En 2016, il change d'entraîneur pour désormais collaborer avec Alexandre Nevas Paez, et côtoyer par la même occasion Yarisley Silva, championne du monde 2015 de la discipline.
Le 2 août 2018, Borges conserve son titre aux Jeux d'Amérique centrale et des Caraïbes de Barranquilla : avec un saut à 5,30 m, il partage la médaille d'or avec le Colombien Walter Viáfara.

## Palmarès
| Date | Compétition                              | Lieu         | Résultat | Marque |
| ---- | ---------------------------------------- | ------------ | -------- | ------ |
| 2005 | Championnats CAC                         | Nassau       | 1er      | 4,80 m |
| 2008 | Championnats CAC                         | Cali         | 1er      | 5,50 m |
| 2010 | Championnats Ibéro-américains            | San Fernando | 1er      | 5,60 m |
| 2011 | Championnats du monde                    | Daegu        | 2e       | 5,90 m |
| 2011 | Jeux panaméricains                       | Guadalajara  | 1er      | 5,80 m |
| 2012 | Championnats du monde en salle           | Istanbul     | 5e       | 5,70 m |
| 2014 | Jeux d'Amérique centrale et des Caraïbes | Veracruz     | 1re      | 5,30 m |
| 2015 | Jeux panaméricains                       | Toronto      | 5e       | 5,40 m |
| 2018 | Jeux d'Amérique centrale et des Caraïbes | Barranquilla | 1er      | 5,30 m |
| 2019 | Jeux panaméricains                       | Lima         | 10e      | 5,16 m |

## Records
| Épreuve          | Épreuve   | Marque | Lieu    | Date            |
| ---------------- | --------- | ------ | ------- | --------------- |
| Saut à la perche | Plein air | 5,90 m | Daegu   | 29 août 2011    |
| Saut à la perche | En salle  | 5,72 m | Donetsk | 11 février 2012 |